# Than Šwei
Generalissimus Than Šwei (သန်းရွှေ, [θáN ʃwè]; narozen 2. února 1933 Kyaukse, oblast Mandalaj, Barma) je myanmarský politik a voják, od konce 80. let klíčová postava vojenské junty. Od dubna 1992 do února 2011 byl předsedou Státní rady míru a rozvoje Myanmaru, de facto jeho absolutním vládcem. Na veřejnosti vystupoval zřídkakdy.

## Cesta k moci
V roce 1960 byl povýšen do hodnosti kapitána. Po vojenském převratu v roce 1962 generála Nei Wina začala Šweiova kariéra prudce stoupat. V roce 1972 povýšil na hodnost podplukovníka a o šest let později dokonce na plukovníka. V roce 1983 byl jmenován velitelem pro Jihozápadní regionální velitelství. Poté se dostal do funkce zástupce vrchního velitele pro personální otázky armády, brigádním generálem a v roce 1985 náměstkem ministra obrany následovaný povýšením do stavu generálmajora.
Velkým zvratem v diktátorově kariéře bylo získání křesla ve výkonném výboru Barmské socialistické strany. Avšak za svůj politický vzestup vděčí generálmajor Šwei dalšímu vojenskému převratu generálu So Maunovi, který jmenoval Šweie do svého 21členného vládního kabinetu.

## Vláda
V roce 1992 So Maun abdikoval a jmenoval Than Šweie do čela země. Začátkem jeho vlády propustil některé politické vězně a zmírnil restriktivní opatření na vůdkyni opozice Aun Schan Su Ťij. Místo vězení ji nechal uvrhnout do domácího vězení. V roce 1993 vznikla v Barmě nová ústava. Šwei uvolnil ekonomickou kontrolu hospodaření svazových států a roku 1997 vstoupila Barma do Sdružení národů jihovýchodní Asie. Tyto všechny kroky však měly za následek velký nárůst korupce a v některých částech Barmy také nárůst utlačování prostých lidí.

## Zdraví a rodina
Je známo, že je diabetikem  a objevily se spekulace, že má rakovinu střev.
Dlouhá léta předtím než se stal diktátorem, byl léčen ve vojenské psychiatrické klinice pro posttraumatický šok, který utrpěl v bojích proti KNDO (Karenské národní obranné organizaci) v letech 1948–1950.